# Sphagnum denticulatum
Sphagnum denticulatum là một loài rêu trong họ Sphagnaceae. Loài này được Brid. mô tả khoa học đầu tiên năm 1826.